# 2937 Гибс
2937 Гибс (енгл. 2937 Gibbs) је Марсов тројански астероид са средњом удаљеношћу од Сунца која износи 2,320 астрономских јединица (АЈ).
Апсолутна магнитуда астероида је 12,9.